# La fiesta terminó
 "La fiesta terminó", Canção da Espanha no Festival Eurovisão da Canção 1985.
"La fiesta terminó" ("A festa acabou") foi a canção que representou a Espanha no, interpretada em espanhol por Paloma San Basilio. Tinha letra, música e orquestração de de Juan Carlos Calderón López de Arroyabel
A canção espanhola foi a a quinta a ser interpretada na noite do evento, a seguir à canção dinamarquesa "Sku' du spørg' fra no'en?", interpretada pelos Hot Eyes e antes da canção francesa "Femme dans ses rêves aussi", interpretada por Roger Bens. Terminou a competição com 36 pontos e em 14.º lugar (entre 19 países participantes).
A canção fala-nos de uma relação amorosa que tinha terminada. Paloma diz que "A festa terminou" e exige ao seu antigo amante que escusa de insistir para um novo romance porque ela não o deseja mais..